# Pic Merced
Pour les articles homonymes, voir Merced.
Le pic Merced (en anglais : Merced Peak) est un sommet de la Sierra Nevada, aux États-Unis. Il culmine à 3 574 mètres d'altitude dans le comté de Madera, en Californie. Il est protégé au sein de la Yosemite Wilderness, dans le parc national de Yosemite.